# Zberzyn
Zberzyn – wieś w Polsce położona w województwie wielkopolskim, w powiecie konińskim, w gminie Kleczew.
W latach 1975–1998 miejscowość administracyjnie należała do województwa konińskiego.
Integralną częścią Zberzyna jest, niegdyś samodzielna, wieś Skupne.